# Damián Ramos
Damián Ramos Sánchez (23 de junio de 1986) es un deportista español que compite en ciclismo adaptado en las modalidades de ruta y pista. Ganó una medalla de bronce en los Juegos Paralímpicos de París 2024, en la prueba de contrarreloj clase C4 (ruta).

## Palmarés internacional
| Juegos Paralímpicos | Juegos Paralímpicos | Juegos Paralímpicos | Juegos Paralímpicos |
| Año                 | Lugar               | Medalla             | Prueba              |
| ------------------- | ------------------- | ------------------- | ------------------- |
| 2024                | París (Francia)     | Medalla de bronce   | Contrarreloj C4     |